# Unga Hörselskadade
Unga Hörselskadade är en svensk intresseförening för barn och ungdomar mellan 0 och 30 år som har en hörselskada. Det kan vara en hörselnedsättning, ensidig dövhet, tinnitus eller någon av alla de andra varianter som finns. Vissa av medlemmarna är helt eller delvis teckenspråkiga, andra använder inte teckenspråk alls. De flesta använder hjälpmedel som hörapparat eller teleslinga för att uppnå en så bra kommunikation som möjligt.  
Unga Hörselskadades vision är ett tillgängligt samhälle där barn och unga med hörselskada är delaktiga, självständiga och utvecklas på lika villkor. 
Det finns 9 lokalföreningar/lokalgrupper från Skåne i syd till Västerbotten i norr. 
Fram till 1993 var Unga Hörselskadade en grupp inom Hörselskadades Riksförbund (HRF).  
Unga Hörselskadades nuvarande ordförande är Johanna Forsberg.